# كأس الاتحاد الآسيوي 2013 ملحق التصفيات
كأس الاتحاد الآسيوي 2013 ملحق التصفيات تنافس بها فريقان اثنين (كلاهما من منطقة غرب آسيا).
أقيمت قرعة ملحق التصفيات بمقر الاتحاد الآسيوي في كوالالمبور، ماليزيا يوم 6 ديسمبر 2012، 15:00 ت ع م+08:00. لعبت كل مواجهة في مباراة واحدة فقط، ويتم اللجوء إلى وقت إضافي وركلات ترجيحية لتحديد الفائز إذا لزم الأمر. تأهل الفائز إلى دور المجموعات لينضم إلى الفرق ال31 التي تشارك مباشرة بدور المجموعات.

## المباريات
لعبت المباراة في 9 فبراير 2013.
| فريق 1 | نتيجة | فريق 2   |
| ------ | ----- | -------- |
| الوحدة | 3–5   | أهلي تعز |

### منطقة غرب آسيا
بسبب انسحاب المحرق بعد إجراء القرعة، تم ادخال ريغار-تاداز الذي كان من المقرر أن يلتقي مع الفائز بين الوحدة والأهلي تعز من أجل مكان في دور المجموعات مباشرة في المجموعة الأولى، في حين سيدخل الفائز بين الوحدة والأهلي تعز إلى المجموعة الثانية بدلاً من المحرق.
| الوحدة                       | 5–3   | أهلي تعز                                                           |
| ---------------------------- | ----- | ------------------------------------------------------------------ |
| خربين 18'، 90+1' · الحاج 86' | تقرير | المرغمي 7' · الحبيشي 31' (ركل.)، 78' · مهدي 55' (ركل.) · دونغي 81' |

ملاحظات
ملاحظة 1: الأندية من سوريا لم يسمح لها باستضافة مبارياتها البيتية في بلدها بسبب مخاوف أمنية.

## وصلات خارجية
- الموقع الرسمي